# Len Kosmalski
Leonard J. "Len" Kosmalski (Cleveland, Ohio; 29 de noviembre de 1951) es un exjugador de baloncesto estadounidense que jugó durante dos temporadas en la NBA, y una más en la liga italiana. Con 2,11 metros de estatura, lo hacía en la posición de pívot.

## Trayectoria deportiva

### Universidad
Jugó durante cuatro temporadas con los Volunteers de la Universidad de Tennessee, en las que promedió 17,7 puntos y 8,4 rebotes por partido. En sus tres últimas temporadas fue incluido en el mejor quinteto de la Southeastern Conference.

### Profesional
Fue elegido en la vigésimo cuarta posición del Draft de la NBA de 1974 por Kansas City-Omaha Kings, y también por Los Angeles Stars en la segunda ronda del draft de la ABA, fichando por los Kings para hacer las funciones de suplente del pívot titular, Sam Lacey. En su primera temporada promedió 1,3 puntos y 1,8 rebotes por partido. Su segunda temporada no fue precisamente mejor, ya que solamente disputó 9 partidos.
En 1976 ficha por el Ibp Roma de la liga italiana, donde juega una temporada completa, promediando 16,7 puntos y 11,5 rebotes por partido. Regresa al año siguiente a su país, fichando por los Chicago Bulls, pero cae lesionado, no llegando a disputar ni un solo partido, siendo despedido en enero de 1979.

## Estadísticas de su carrera en la NBA

### Temporada regular
| Temporada | Edad | Equipo            | Liga | P  | TIT | MIN  | TC  | TCA | %TC  | 3P | 3PA | %3P | TL  | TLA | %TL  | R.OF. | R.DEF. | REB | ASIS | ROB | TAP | PER | FP  | PTS |
| 1974-75   | 23   | Kansas City-Omaha | NBA  | 67 |     | 6.2  | 0.5 | 1.2 | .398 |    |     |     | 0.4 | 0.4 | .828 | 0.5   | 1.3    | 1.8 | 0.6  | 0.1 | 0.1 |     | 1.0 | 1.3 |
| 1975-76   | 24   | Kansas City       | NBA  | 9  |     | 10.3 | 0.9 | 2.2 | .400 |    |     |     | 0.4 | 0.8 | .571 | 1.0   | 1.8    | 2.8 | 1.3  | 0.3 | 0.4 |     | 1.2 | 2.2 |
| Total     |      |                   | NBA  | 76 |     | 6.7  | 0.5 | 1.4 | .398 |    |     |     | 0.4 | 0.5 | .778 | 0.5   | 1.4    | 1.9 | 0.7  | 0.1 | 0.1 |     | 1.0 | 1.4 |

### Playoffs
| Temporada | Edad | Equipo            | Liga | P | MIN | TCA | TC | 3PA | 3P | TLA | TL | R.OF. | REB | ASIS | ROB | TAP | PER | FP | PTS | %TC  | %3P | %FT  | MIN | PTS | REB | AST |
| 1974-75   | 23   | Kansas City-Omaha | NBA  | 6 | 29  | 2   | 3  |     |    | 2   | 3  | 1     | 10  | 5    | 1   | 0   |     | 4  | 6   | .667 |     | .667 | 4.8 | 1.0 | 1.7 | 0.8 |
| Total     |      |                   | NBA  | 6 | 29  | 2   | 3  |     |    | 2   | 3  | 1     | 10  | 5    | 1   | 0   |     | 4  | 6   | .667 |     | .667 | 4.8 | 1.0 | 1.7 | 0.8 |